# Ostrata
Ostrata (německy Ostrat) je obec v okrese Zlín ve Zlínském kraji. Žije zde 429 obyvatel.

## Název
Na vesnici bylo přeneseno jméno potoka Ostrata, v jehož názvu je přídavné jméno ostrý (jméno vytvořené málo obvyklou příponou tedy označovalo rychle tekoucí bystřinu).

## Historie
První písemná zmínka o obci pochází z roku 1391.

## Obyvatelstvo
| Rok            | 1869 | 1880 | 1890 | 1900 | 1910 | 1921 | 1930 | 1950 | 1961 | 1970 | 1980 | 1991 | 2001 | 2011 | 2021 |
| -------------- | ---- | ---- | ---- | ---- | ---- | ---- | ---- | ---- | ---- | ---- | ---- | ---- | ---- | ---- | ---- |
| Počet obyvatel | 291  | 291  | 303  | 331  | 294  | 303  | 330  | 354  | 380  | 345  | 330  | 333  | 346  | 381  | 405  |
| Počet domů     | 44   | 46   | 49   | 56   | 57   | 58   | 63   | 69   | 71   | 75   | 89   | 111  | 115  | 130  | 148  |

## Obecní správa
Mezi lety 1869–1979 Ostrata byla obcí v okrese Holešov (1869–1930), poté v okrese Gottwaldov-okolí (1950) a později v okrese Gottwaldov. Od 1. ledna 1980 do 31. prosince 2000 patřily jako část statutárního města k Zlínu (tehdy Gottwaldov) v okrese Zlín (od 1. ledna 1980 do 31. prosince 1989 okres Gottwaldov) a od 1. ledna 2001 je opět samostatnou obcí.

### Obecní symboly
Znak a vlajka byly obci uděleny rozhodnutím předsedy Poslanecké sněmovny Parlamentu České republiky dne 27. února 2004.

## Pamětihodnosti
- Kříž na návsi
- kaplička

## Galerie

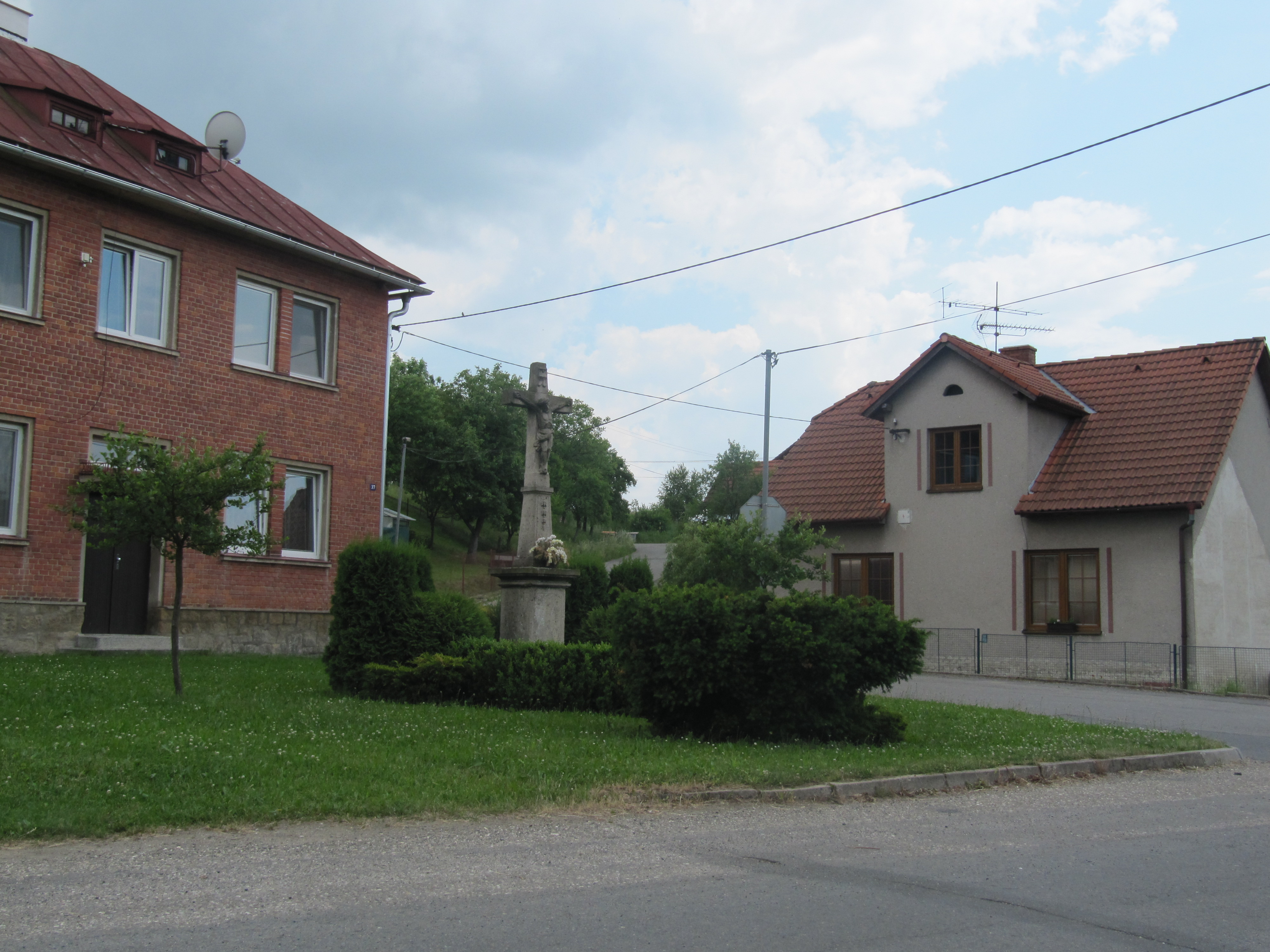
Kříž na návsi
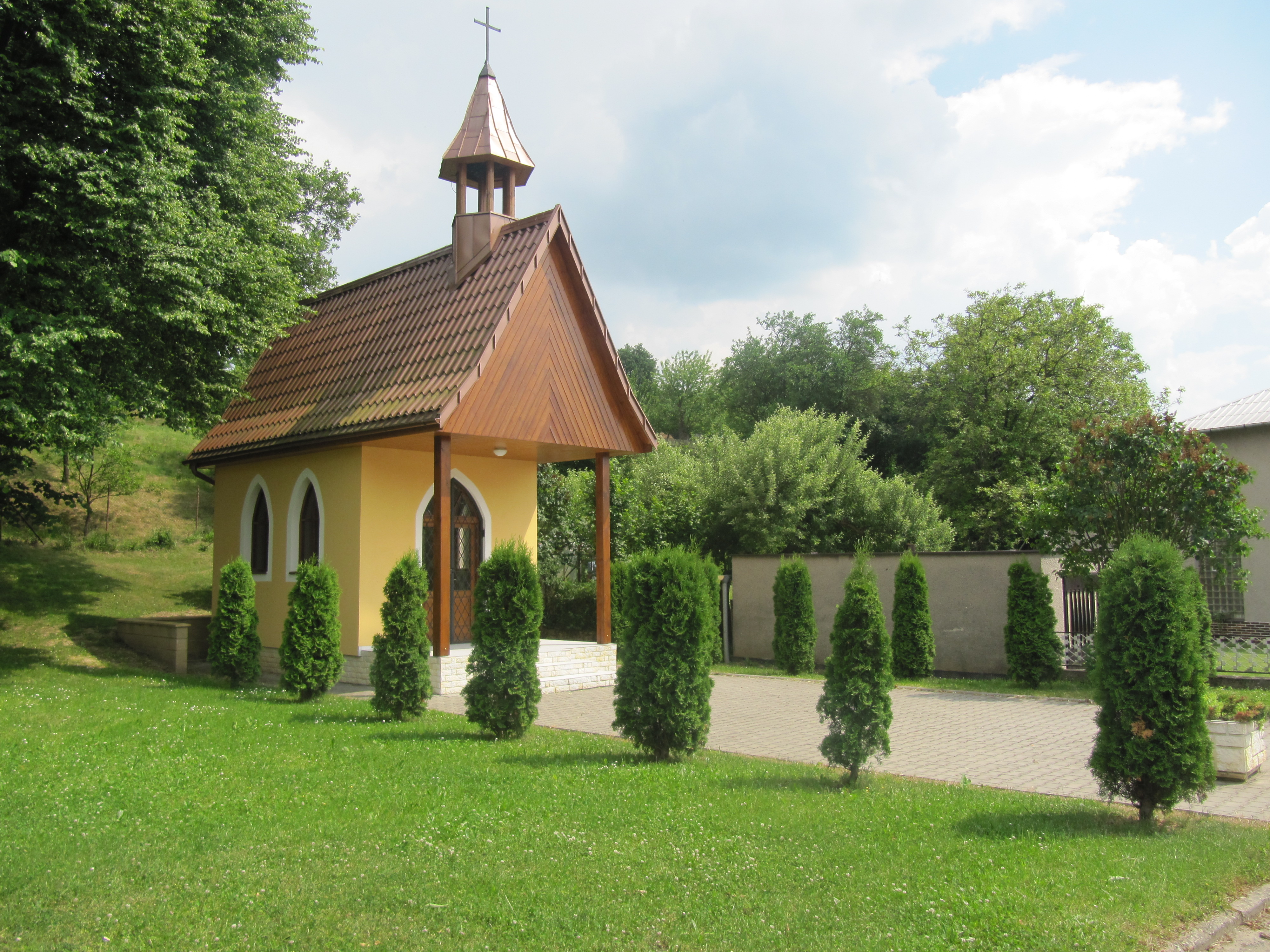
Kaplička
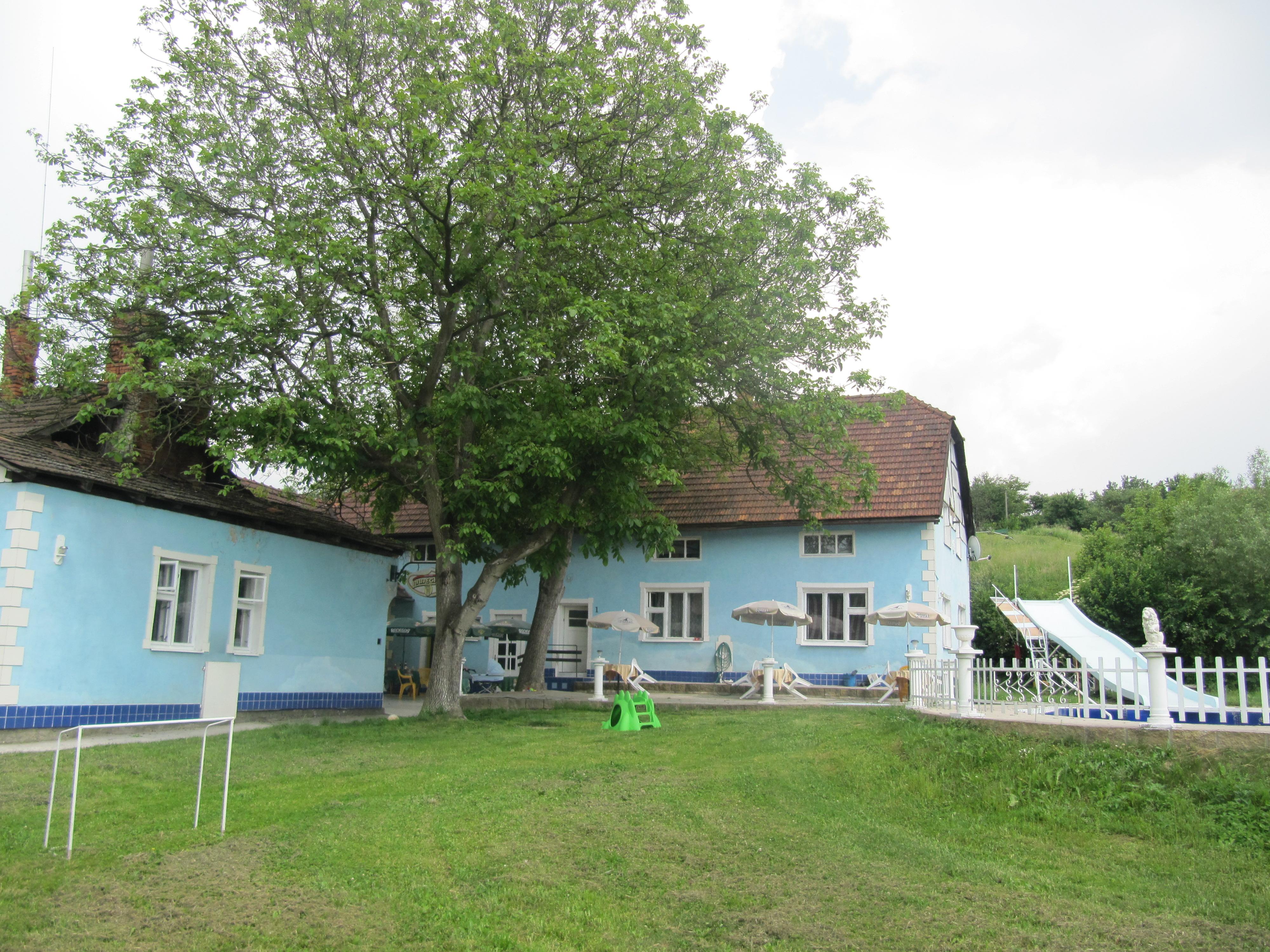
Hostinec
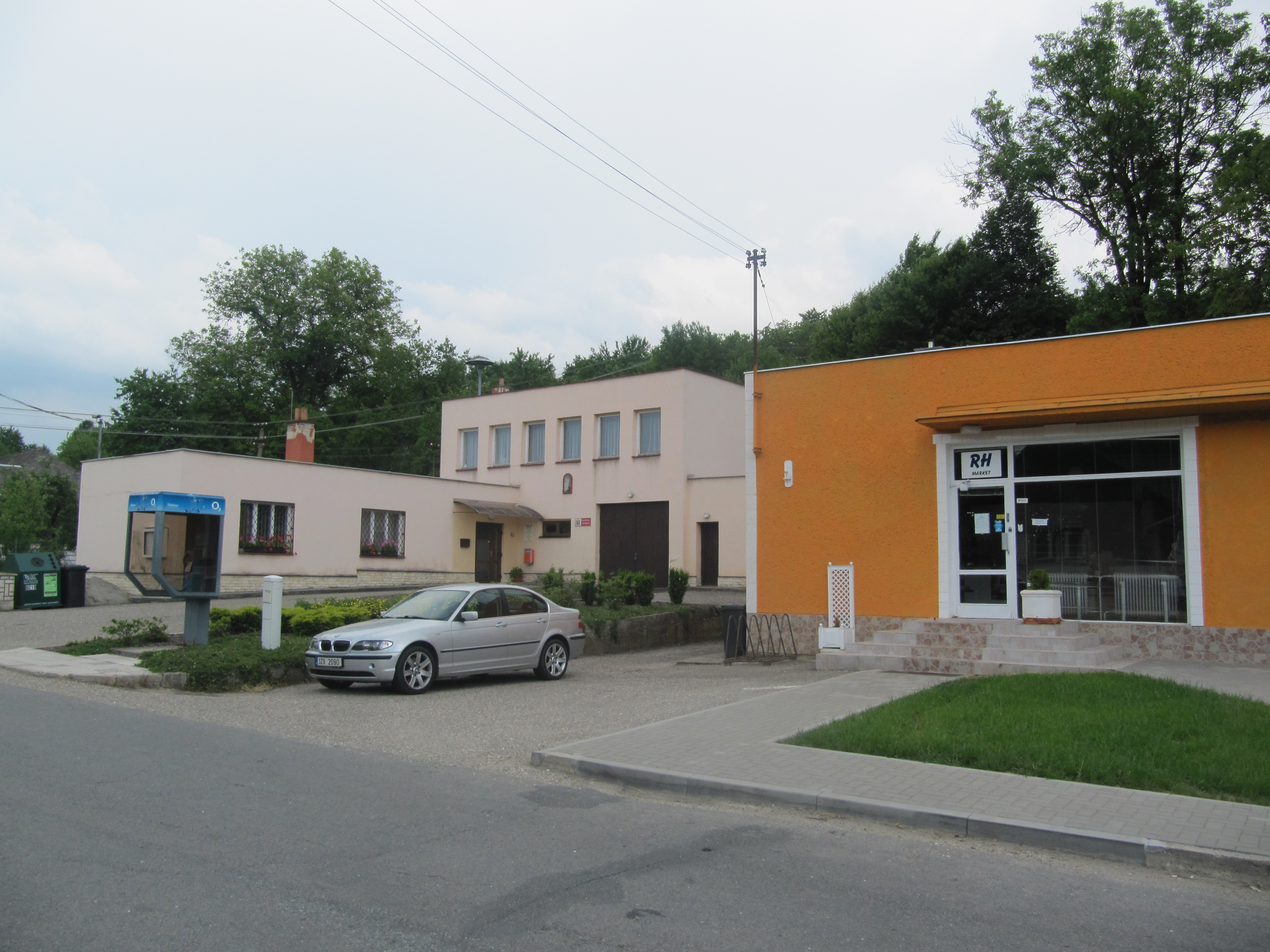
Obecní úřad